# Jurij Nieświeski

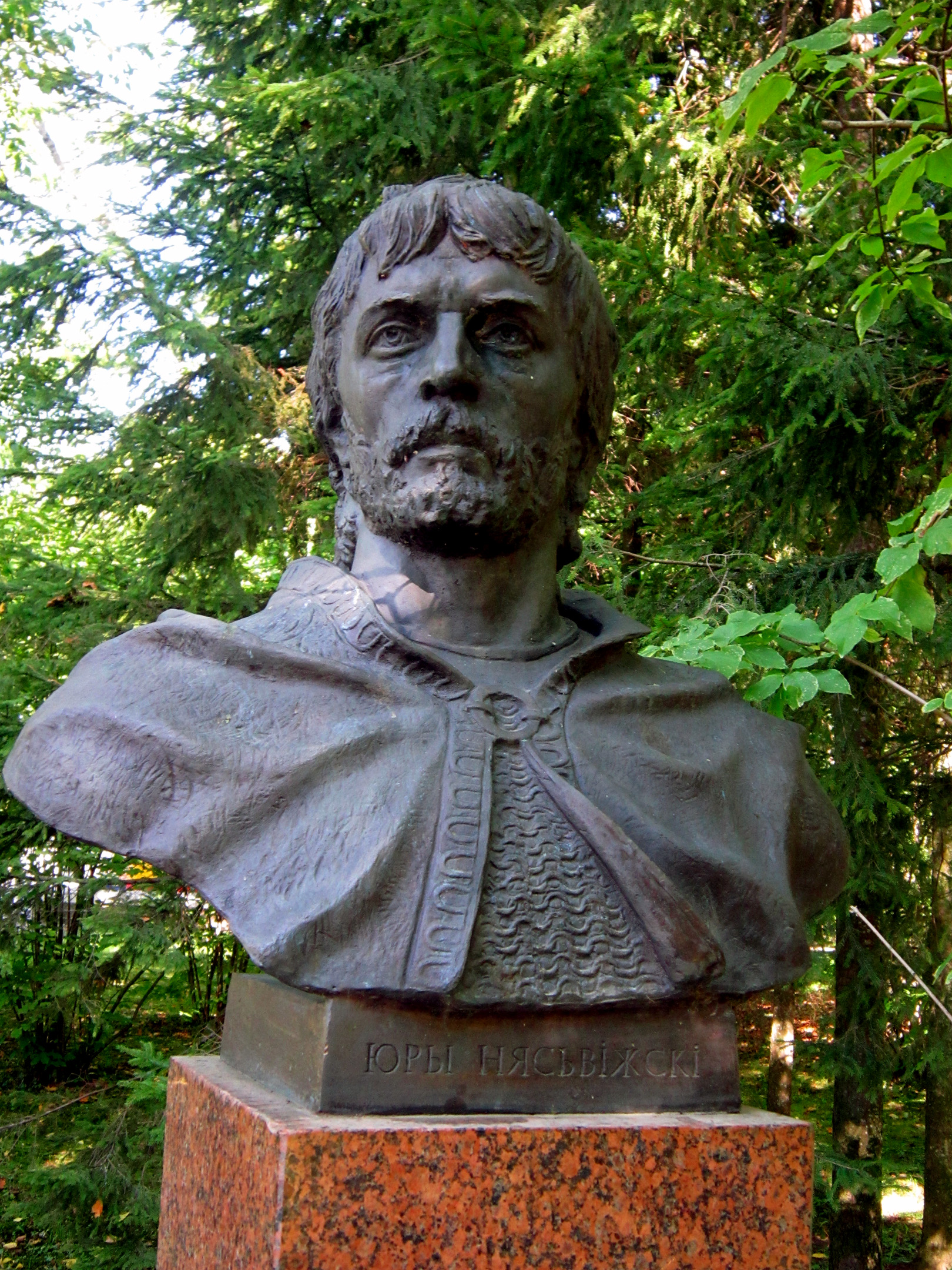
Pomnik kniazia w parku kompleksu zamkowego w Nieświeżu

Jurij Nieświeski, Jurij Jaropołkowicz (zm. 1223) – książę ruski żyjący na przełomie XII/XIII w. wiązany z Nieświeżem.
Pierwszy i jedyny raz wymieniany w latopisach przy okazji bitwy nad rzeką Kałką jako jeden z sześciu książąt ruskich, którzy zginęli w tym starciu. Przypuszczalnie był wnukiem kniazia z Turowa Jurija Jarosławicza i synem kniazia pińskiego Jaropełka.
Wymienienie przez kronikarza przydomka księcia jest równocześnie pierwszą wzmianką na temat Nieświeża, choć kwestia czy rzeczywiście ów kniaż miał związek z tym miastem nie jest do końca udowodniona, a wręcz bywa negowana.
Niezależnie od prawdziwości danych o kniaziu, jest on popularnie wskazywany jako pierwszy znany ze źródeł mieszkaniec Nieświeża i pośrednio jako pierwsza wzmianka o mieście, toteż w Nieświeżu znajduje się jego pomnik wzniesiony w 1992 r.